# Danemark aux Jeux olympiques d'été de 1952
Le Danemark est présent aux Jeux olympiques d'été de 1952, à Helsinki. Il s’agit de sa onzième participation à des Jeux olympiques d’été. Le pays est représenté par une délégation imposante de 129 athlètes comprenant 14 femmes. Les Danois ne rééditent pas leur performance des  Jeux de 1948 (20 médailles dont 5 en or) ne récoltant que 6 médailles dont 2 en or, en 6 sports différents. Le Danemark se classe ainsi en 15e position dans la tableau des médailles final.

## Tous les médaillés danois

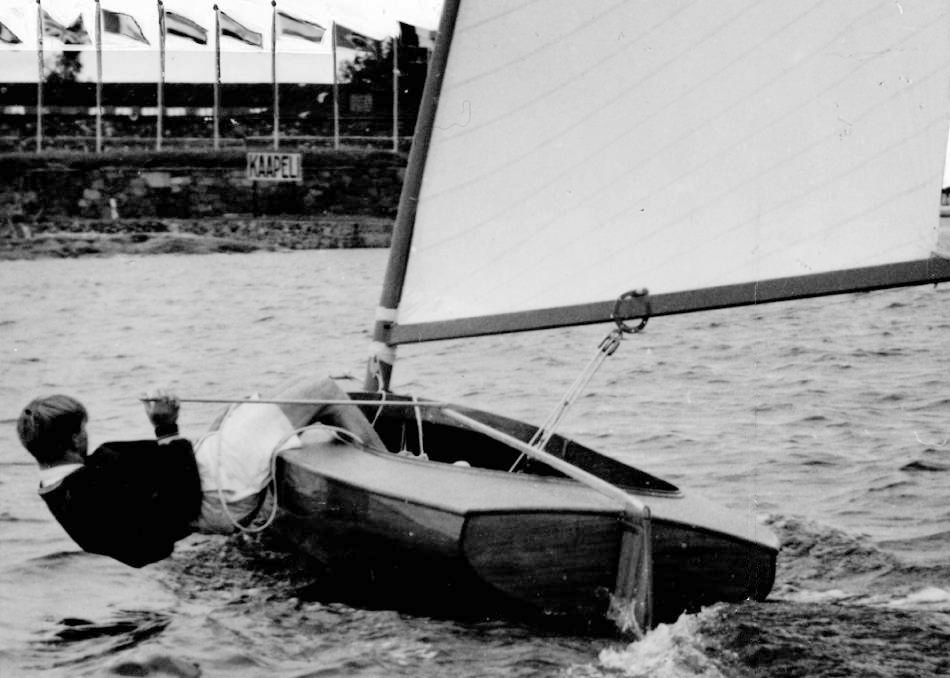
Paul Elvstrøm champion olympique dans la catégorie Finn.

| Médaille | Discipline  | Épreuve                               | Athlète                                                                  |
| -------- | ----------- | ------------------------------------- | ------------------------------------------------------------------------ |
| Or       | Voile       | Finn                                  | Paul Elvström                                                            |
| Or       | Canoë-kayak | 1 000 mètres canoë biplace hommes     | Peder Rasch Finn Haunstoft                                               |
| argent   | Equitation  | Dressage                              | Lis Hartel                                                               |
| bronze   | Aviron      | Deux barré                            | Finn Pedersen Svend Ove Pedersen Poul Svendsen Jørgen Frantzen (barreur) |
| bronze   | Escrime     | fleuret épreuve féminine individuelle | Karen Lachmann                                                           |
| bronze   | Boxe        | Poids welters (-67 kg)                | Victor Jörgensen                                                         |

## Sources
- (en) Danemark aux Jeux olympiques d'été de 1948 sur olympedia.org
- (fr) Tous les résultats officiels de 1952  sur le site du C.I.O